# Rönne (Kiel)
Rönne ist ein Stadtteil im Süden von Kiel. Mit 428 Einwohnern (Stand 31. Dezember 2014) ist Rönne bezüglich der Einwohnerzahl der kleinste Stadtteil. Im Vergleich zu anderen Kieler Stadtteilen hatte Rönne 2017 eine durchschnittliche Fläche bei dünner Besiedelung und einem sehr niedrigen Ausländeranteil.
Der in Rönne liegende Wohlersberg ist mit 74,2 m ü. NN die höchste Erhebung Kiels.

## Geschichte
In erdgeschichtlicher Hinsicht liegt Rönne in einer typischen Jungmoränenlandschaft, die während der Weichsel-Kaltzeit entstanden ist. Diese schleswig-holsteinische Landschaft ist geprägt durch Hügel, Seen, Flüsse und ehemalige Schmelzwasserrinnen. Zum Landschaftsbild gehören auch die Förden – auf Rönne bezogen ist es die nahegelegene Kieler Förde.
Der Ort Rönne (ndt. Rönn für Rinne, kleiner Wasserlauf) wurde auf einem Gebiet angelegt, das bereits 1222 der damalige Landesherr dem Kloster Preetz überlassen hatte. Rönne wird dann erstmalig im Jahr 1286 erwähnt, da der Ort in seiner Eigenschaft als sogenanntes Walddorf gegenüber dem Propst, aber nicht gegenüber der Priorin abgabepflichtig wurde. Neben der Grundherrschaft nahm das Kloster bis zum Ende des 19. Jahrhunderts auch die Polizeigewalt wahr.
1970 wurde Rönne nach Kiel eingemeindet –, dadurch vergrößerte sich das Stadtgebiet um 479 Hektar. Der Ort
hat weiterhin seinen dörflichen Charakter bewahren können. So befindet sich in der Ortsmitte ein Löschwasserteich. Das 1834 erbaute Fachhallenhaus Puck'scher Hof, das bis 1966 als Gasthaus genutzt wurde, dient heute als Wohn- und Wirtschaftsgebäude. Es ist eines der Kulturdenkmale in Rönne.

## Wirtschaft und Infrastruktur

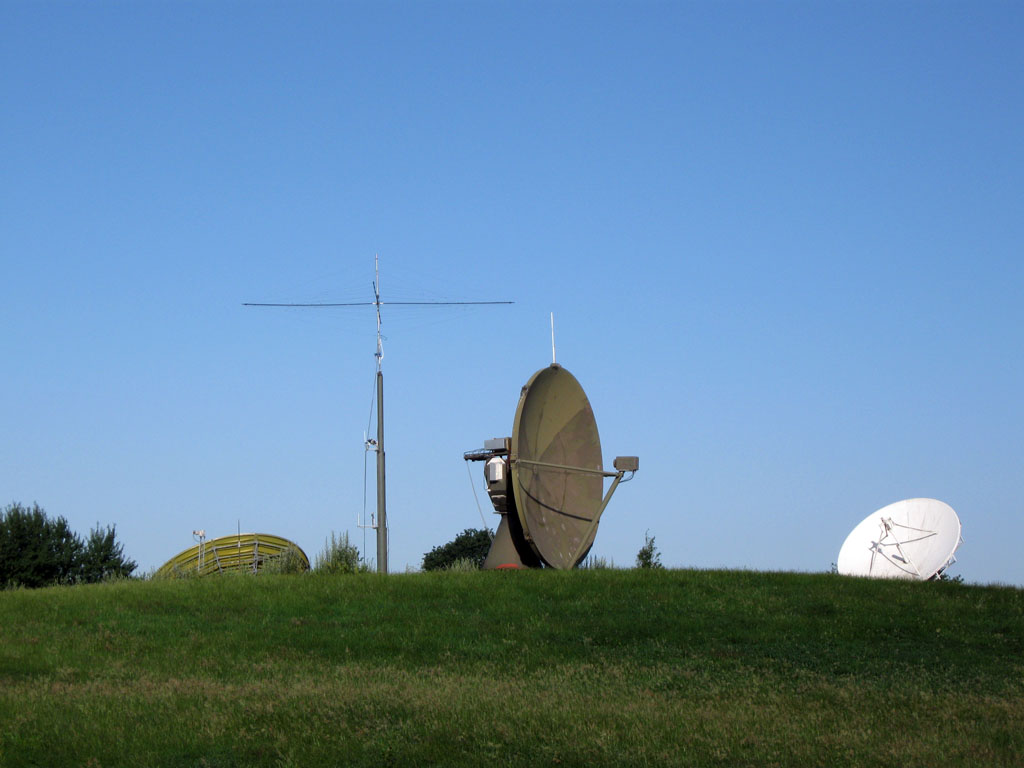
Amateursatellitenanlage Kiel-Rönne

Die Wirtschaft im Bereich des Stadtteils wird überwiegend von der Urproduktion der Landwirtschaft geprägt.
Südlich vom Stadtteil befindet sich eine Amateurfunk-Antennenanlage (Kennung DL0SHF). Die Anlage dient dem Institut für Qualitätsentwicklung an Schulen Schleswig-Holstein (IQSH) für Messungen in verschiedenen Bereichen (Wetterdaten, Verkehrsströme und weitere Anwendungen), die Schulen und Wissenschaftseinrichtungen (beispielsweise dem Institut für Extraterrestrische Physik an der Universität Kiel) zur Verfügung stehen. Seit 2009 werden auch Daten von den NASA Sonnensonden STEREO A und B empfangen, seit 2016 auch Daten des Satelliten ACE.
Für die Messungen stehen aktuell sechs verschiedene Parabolantennen in einer Größe von 1,2 bis 9 m Durchmesser mit einem Frequenzbereich von 1 bis 24 GHz zur Verfügung.

## Kavernen

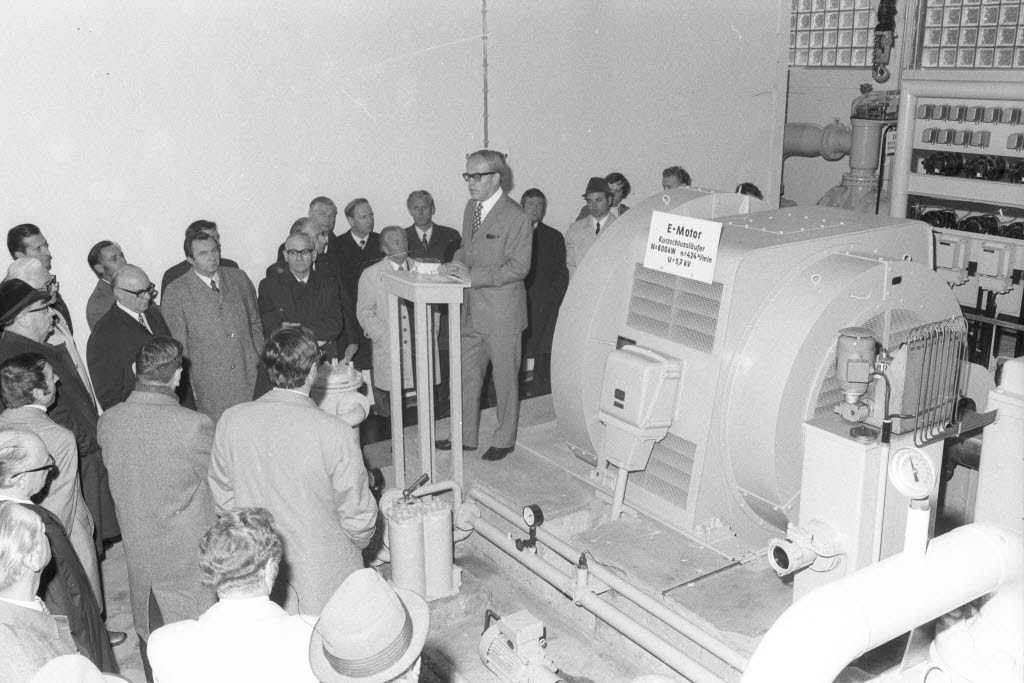
Eröffnung des Speicherwerks am 19. April 1972

Die Stadtwerke Kiel AG betreibt in Rönne zur Erdgasspeicherung zwei Kavernen mit den technischen Bezeichnungen K 102 und K 103. Die inzwischen stillgelegte Kaverne K 101 wurde 1971 in Betrieb genommen und am 19. April 1972 offiziell eröffnet. Mit einem Volumen von vier Millionen Kubikmeter Gas war sie damals das erste Speichersystem dieser Art in der Bundesrepublik Deutschland. Die Flutung der Gaskaverne erfolgte nach einer fast dreißigjährigen Betriebsdauer. Die durchgeführte echometrische Vermessung zeigte eine hervorragende Konturtreue.